# Warren Potent
Warren James Potent (Parramatta, 7 aprile 1962) è un ex tiratore a segno australiano.

## Palmarès

### Olimpiadi
- 1 medaglia:
  - 1 bronzo (Pechino 2008 nella carabina 50 metri tre posizioni)